# Colonfay
Colonfay est une commune française située dans le département de l'Aisne en région Hauts-de-France.

## Géographie

### Communes limitrophes
Les communes limitrophes sont  Flavigny-le-Grand-et-Beaurain, Le Sourd, Lemé, Puisieux-et-Clanlieu, Sains-Richaumont et Wiège-Faty.

### Hydrographie
La commune est située dans le bassin Seine-Normandie. Elle n'est drainée par aucun cours d'eau,.

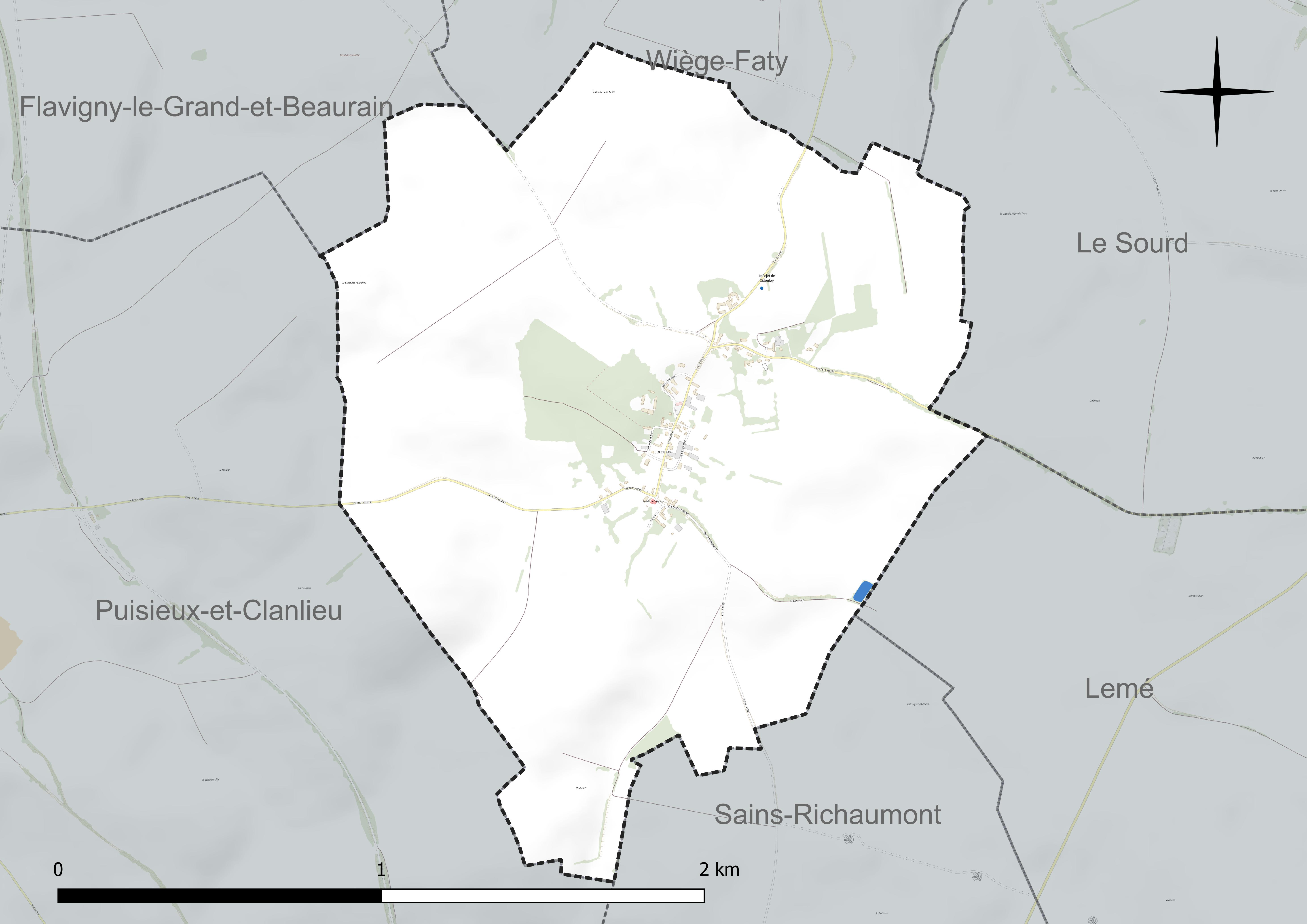
Réseau hydrographique de Colonfay.

### Climat
Pour des articles plus généraux, voir Climat des Hauts-de-France et Climat de l'Aisne.
En 2010, le climat de la commune est de type climat océanique dégradé des plaines du Centre et du Nord, selon une étude du CNRS s'appuyant sur une série de données couvrant la période 1971-2000. En 2020, Météo-France publie une typologie des climats de la France métropolitaine dans laquelle la commune est exposée à un climat océanique altéré et est dans la région climatique Nord-est du bassin Parisien, caractérisée par un ensoleillement médiocre, une pluviométrie moyenne régulièrement répartie au cours de l'année et un hiver froid (3 °C).
Pour la période 1971-2000, la température annuelle moyenne est de 9,9 °C, avec une amplitude thermique annuelle de 14,9 °C. Le cumul annuel moyen de précipitations est de 822 mm, avec 12,4 jours de précipitations en janvier et 9,4 jours en juillet. Pour la période 1991-2020, la température moyenne annuelle observée sur la station météorologique la plus proche, située sur la commune de Fontaine-lès-Vervins à 14 km à vol d'oiseau, est de 10,5 °C et le cumul annuel moyen de précipitations est de 826,3 mm,. Pour l'avenir, les paramètres climatiques de la commune estimés pour 2050 selon différents scénarios d'émission de gaz à effet de serre sont consultables sur un site dédié publié par Météo-France en novembre 2022.

## Urbanisme

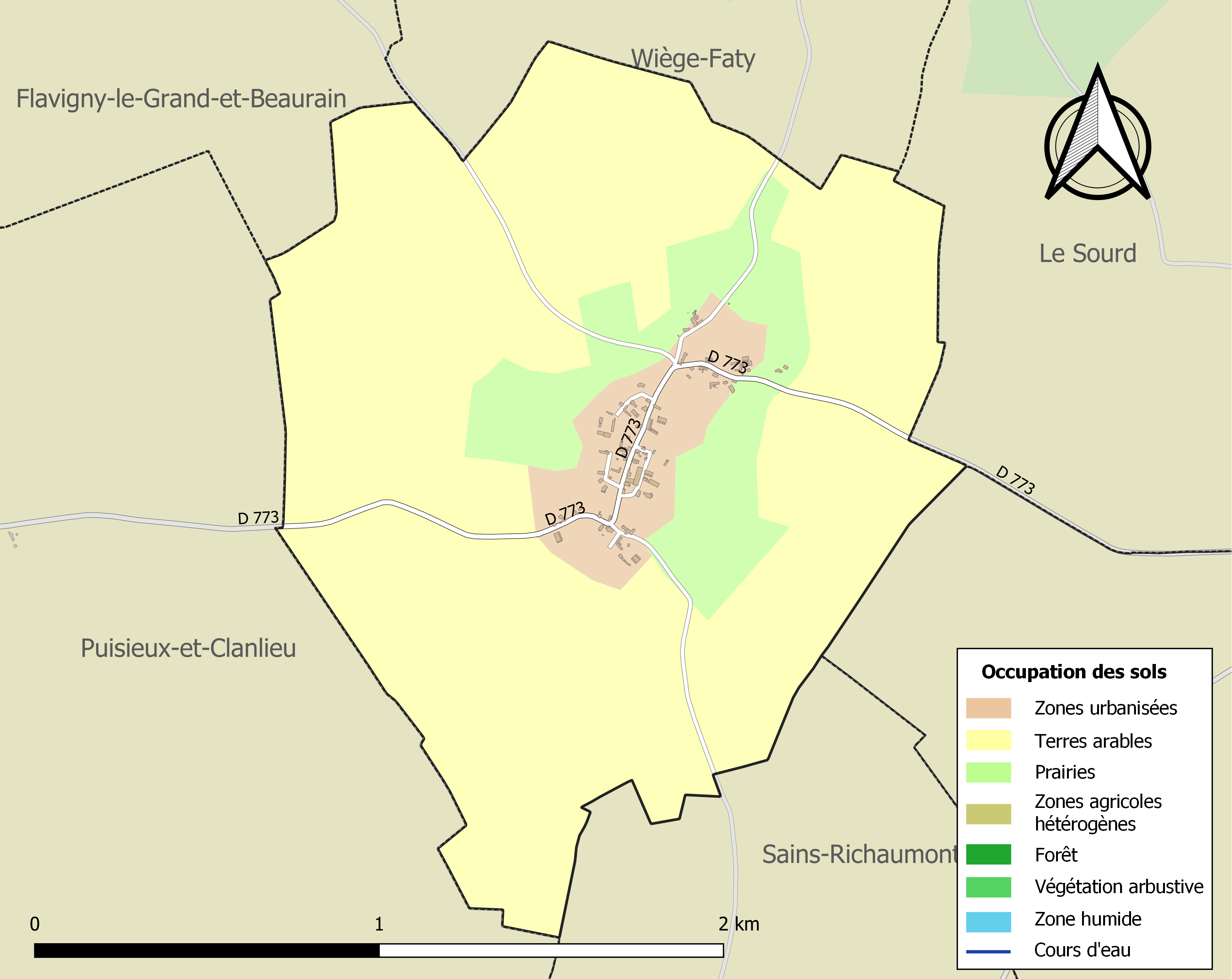
Carte des infrastructures et de l'occupation des sols de la commune en 2018 (CLC).

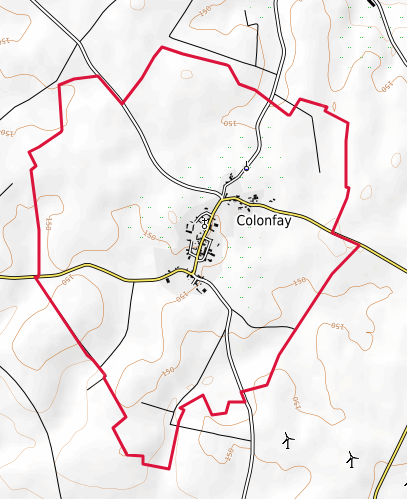
Carte topographique de la commune en 2021.

### Typologie
Au 1er janvier 2024, Colonfay est catégorisée commune rurale à habitat dispersé, selon la nouvelle grille communale de densité à 7 niveaux définie par l'Insee en 2022.
Elle est située hors unité urbaine. Par ailleurs la commune fait partie de l'aire d'attraction de Guise, dont elle est une commune de la couronne,. Cette aire, qui regroupe 21 communes, est catégorisée dans les aires de moins de 50 000 habitants,.

### Occupation des sols
L'occupation des sols de la commune, telle qu'elle ressort de la base de données européenne d'occupation biophysique des sols Corine Land Cover (CLC), est marquée par l'importance des territoires agricoles (92,3 % en 2018), une proportion sensiblement équivalente à celle de 1990 (92,5 %). La répartition détaillée en 2018 est la suivante : 
terres arables (79,6 %), prairies (12,7 %), zones urbanisées (7,7 %).
L'évolution de l'occupation des sols de la commune et de ses infrastructures peut être observée sur les différentes représentations cartographiques du territoire : la carte de Cassini (XVIIIe siècle), la carte d'état-major (1820-1866) et les cartes ou photos aériennes de l'IGN pour la période actuelle (1950 à aujourd'hui).

### Habitat et logement
En 2015 et 2020, le nombre total de logements dans la commune était de 36, alors qu'il était de 34 en 2010.
Parmi ces logements, 77,7 % étaient des résidences principales, 8,4 % des résidences secondaires et 13,9 % des logements vacants. Ces logements étaient pour 100 % d'entre eux des maisons individuelles et pour 0 % des appartements.
Le tableau ci-dessous présente la typologie des logements à Colonfay en 2020 en comparaison avec celle de l'Aisne et de la France entière. Une caractéristique marquante du parc de logements est ainsi une proportion de résidences secondaires et logements occasionnels (8,4 %) supérieure à celle du département (3,4 %) et inférieure à celle de la France entière (9,7 %). Concernant le statut d'occupation de ces logements, 75,9 % des habitants de la commune sont propriétaires de leur logement (71,4 % en 2015), contre 61,6 % pour l'Aisne et 57,5 pour la France entière.
| Typologie                                               | Colonfay | Aisne | France entière |
| ------------------------------------------------------- | -------- | ----- | -------------- |
| Résidences principales (en %)                           | 77,7     | 86,6  | 82,1           |
| Résidences secondaires et logements occasionnels (en %) | 8,4      | 3,4   | 9,7            |
| Logements vacants (en %)                                | 13,9     | 10,1  | 8,2            |

## Toponymie
Le village de Colonfay apparaît pour la première fois en 1161 sous l'appellation de Colunfait. L'orthographe variera ensuite : Columfait, Colunfais, Coulonfait,Coulonfay, Colomphait, Coullonfay, Collonfay'en 1612, puis l'orthographe actuelle Colonfay au XVIIIe siècle.

Carte de Cassini

## Histoire

### Temps modernes

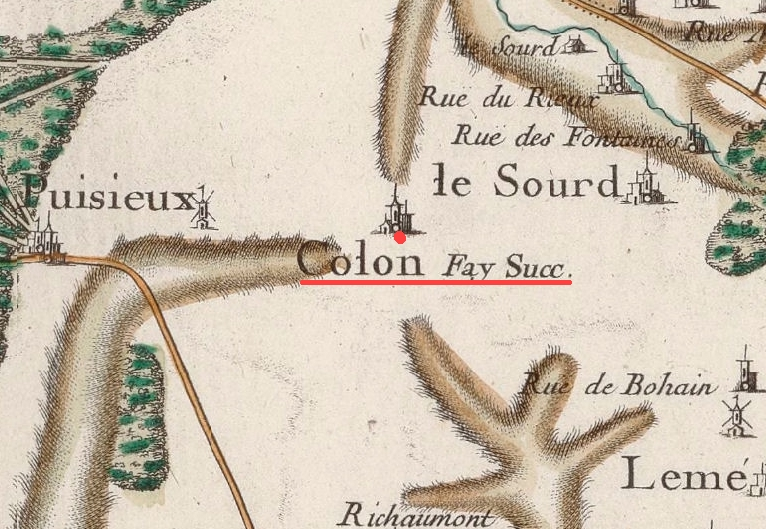
Carte de Cassini du secteur
(vers 1750).

La carte de Cassini ci-contre, datant du XVIIIe siècle, montre que Colon est une paroisse et Fay un hameau qui est de nos jours situé un peu à l'écart au nord du village.

### Époque contemporaine
Le 29 août 1914, soit moins d'un mois après la déclaration de la guerre, Colonfay est occupée par les troupes allemandes après la défaite de l'armée française lors de la bataille de Guise. Pendant toute la guerre, le village restera loin du front qui se stabilisera à environ 150 km à l'ouest aux alentours de Péronne. Les habitants vivront sous le joug des Allemands : réquisitions de logements, de matériel, de nourriture, travaux forcés. Ce n'est que le 5 novembre 1918 que le village est libéré par les troupes françaises.

## Politique et administration

### Rattachements administratifs et électoraux

#### Rattachements administratifs
La commune se trouve dans l'arrondissement de Vervins du département de l'Aisne.
Elle faisait partie depuis 1801 du canton de Sains-Richaumont. Dans le cadre du redécoupage cantonal de 2014 en France, cette circonscription administrative territoriale a disparu, et le canton n'est plus qu'une circonscription électorale.

#### Rattachements électoraux
Pour les élections départementales, la commune fait partie depuis 2014 du canton de Marle
Pour l'élection des députés, elle fait partie de la troisième circonscription de l'Aisne depuis le dernier découpage électoral de 2010.

### Intercommunalité
Colonfay est membre de la communauté de communes de la Thiérache du Centre, un établissement public de coopération intercommunale (EPCI) à fiscalité propre créé fin 1992  et auquel la commune a transféré un certain nombre de ses compétences, dans les conditions déterminées par le code général des collectivités territoriales.

### Administration municipale
Le nombre d'habitants de la commune étant inférieur à 100, le nombre de membres du conseil municipal est de 7, y compris le maire et ses adjoints.

### Liste des maires
| Période                                  | Période                       | Identité         | Étiquette | Qualité                |
| ---------------------------------------- | ----------------------------- | ---------------- | --------- | ---------------------- |
| Les données manquantes sont à compléter. |                               |                  |           |                        |
|                                          |                               |                  |           |                        |
| avant 1877                               | après 1879                    | M. Lebeau        |           |                        |
|                                          |                               |                  |           |                        |
| mai 1989                                 | décembre 2023                 | Thierry Cauet    | DVD       | Artisan Démissionnaire |
| février 2024                             | En cours (au 20 février 2024) | Michel Bourgeois |           |                        |

## Démographie
L'évolution du nombre d'habitants est connue à travers les recensements de la population effectués dans la commune depuis 1793. Pour les communes de moins de 10 000 habitants, une enquête de recensement portant sur toute la population est réalisée tous les cinq ans, les populations de référence des années intermédiaires étant quant à elles estimées par interpolation ou extrapolation. Pour la commune, le premier recensement exhaustif entrant dans le cadre du nouveau dispositif a été réalisé en 2007.

En 2022, la commune comptait 72 habitants, en évolution de −10 % par rapport à 2016 (Aisne : −1,97 %, France hors Mayotte : +2,11 %).
| 1793 | 1800 | 1806 | 1821 | 1831 | 1836 | 1841 | 1846 | 1851 |
| ---- | ---- | ---- | ---- | ---- | ---- | ---- | ---- | ---- |
| 214  | 242  | 265  | 260  | 265  | 251  | 243  | 249  | 240  |

| 1856 | 1861 | 1866 | 1872 | 1876 | 1881 | 1886 | 1891 | 1896 |
| ---- | ---- | ---- | ---- | ---- | ---- | ---- | ---- | ---- |
| 226  | 235  | 230  | 233  | 192  | 195  | 163  | 156  | 159  |

| 1901 | 1906 | 1911 | 1921 | 1926 | 1931 | 1936 | 1946 | 1954 |
| ---- | ---- | ---- | ---- | ---- | ---- | ---- | ---- | ---- |
| 153  | 142  | 128  | 112  | 120  | 123  | 119  | 140  | 104  |

| 1962 | 1968 | 1975 | 1982 | 1990 | 1999 | 2006 | 2007 | 2012 |
| ---- | ---- | ---- | ---- | ---- | ---- | ---- | ---- | ---- |
| 102  | 96   | 77   | 72   | 86   | 95   | 71   | 68   | 81   |

| 2017 | 2022 | - | - | - | - | - | - | - |
| ---- | ---- | - | - | - | - | - | - | - |
| 78   | 72   | - | - | - | - | - | - | - |

## Culture locale et patrimoine

### Lieux et monuments
- L'église Saint-Jean-Baptiste

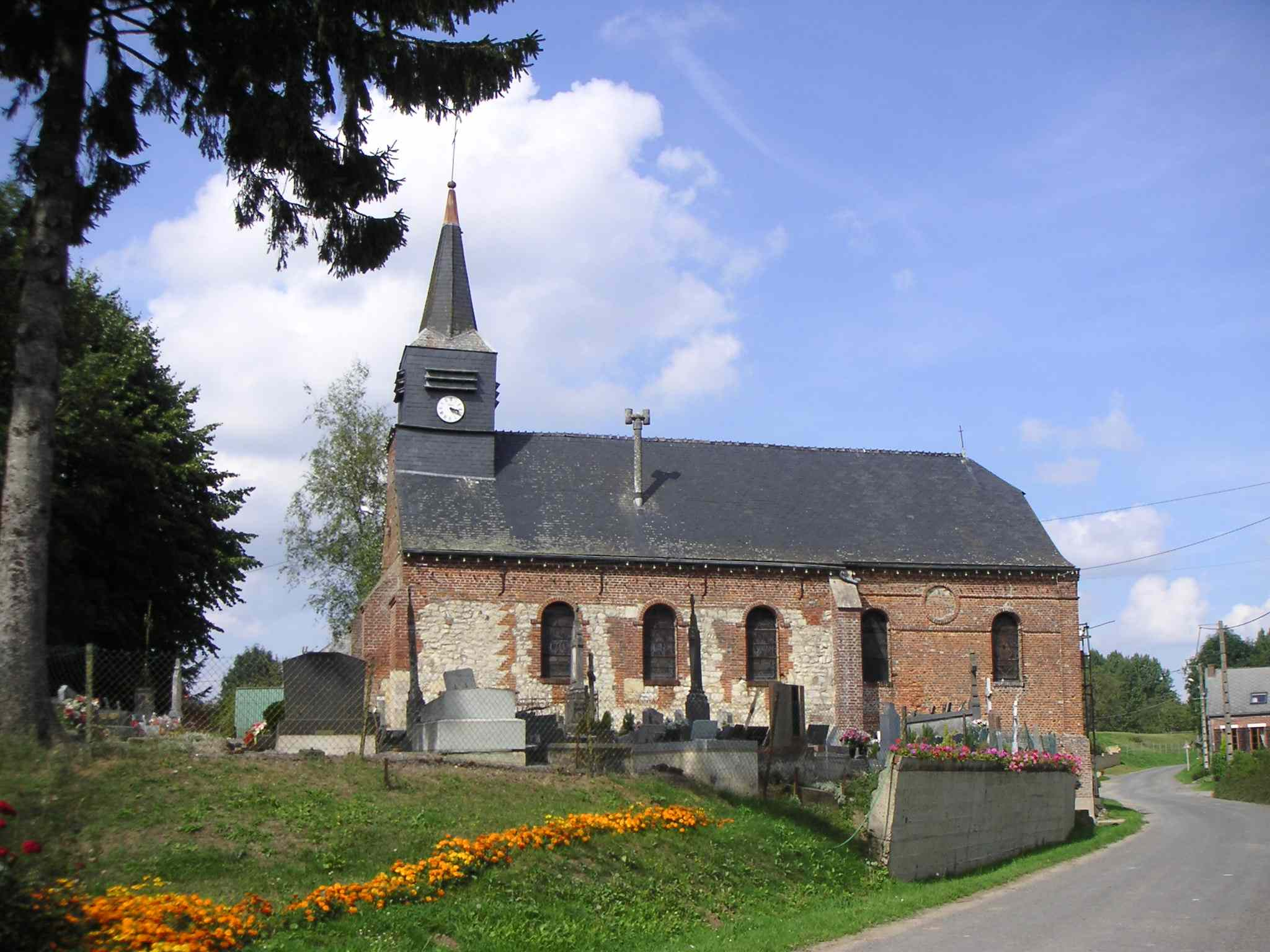
L'église.
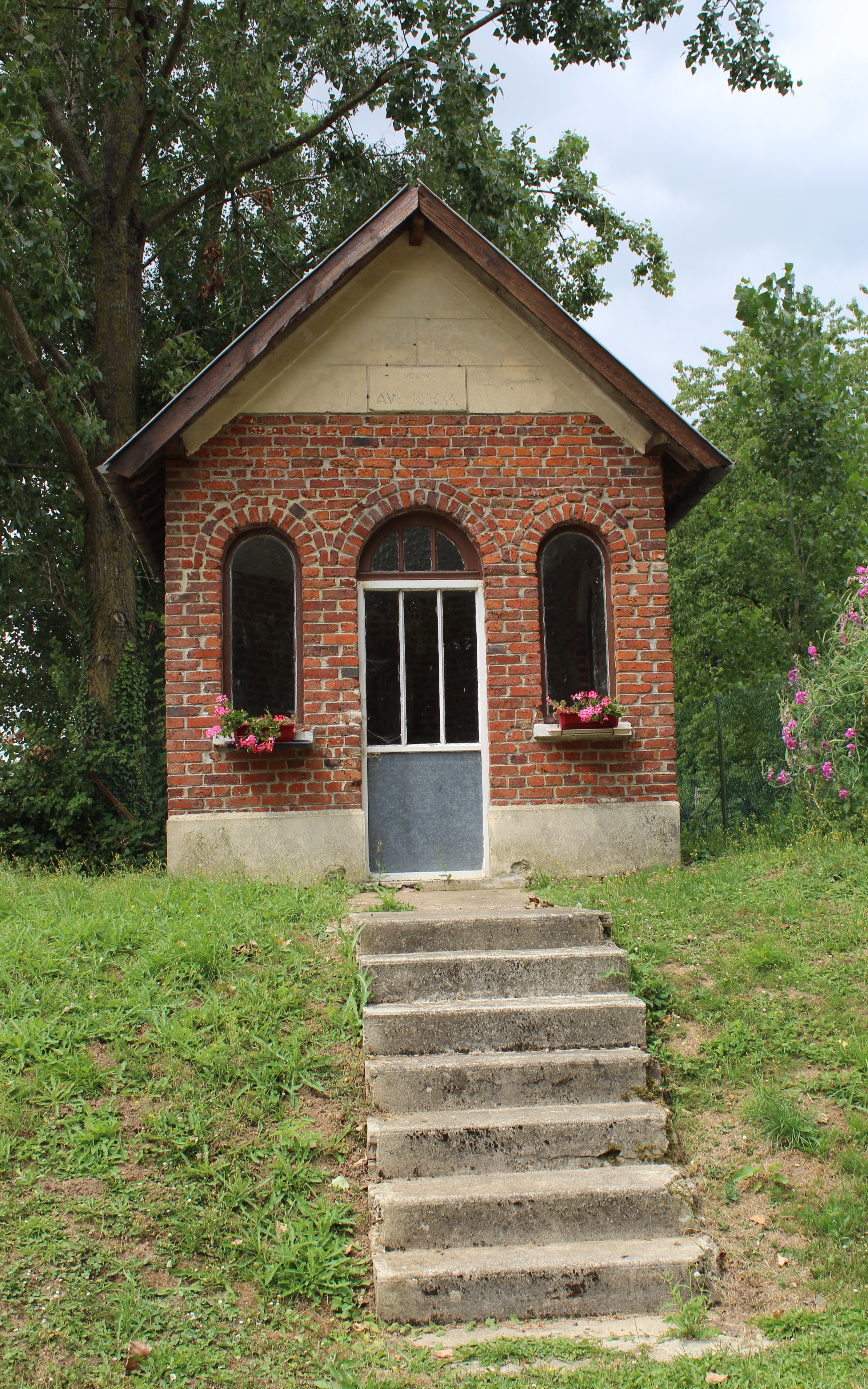
La chapelle.

### Nom jeté
Les « blasons populaires » sont des surnoms ou des sobriquets (en picard surpitchets) donnés aux habitants des villes et des villages picards.
Ces surpitchets viennent de l'histoire du village, d'un jeu de mots  mais ce sont souvent des moqueries des villages voisins.
Le nom jeté en picard à Colonfay est Les mangeux d'rapaillée d'Colonfaÿ.

## Pour approfondir